# (51430) Ireneclaire
(51430) Ireneclaire est un astéroïde de la ceinture principale. Il tire son nom d'Irene Claire Schwartz, mère d'Olivier Schwartz, fondateur et président des observatoires Tenagra.

## Description
(51430) Ireneclaire est un astéroïde de la ceinture principale. Il fut découvert le 20 mars 2001 à Nogales (Arizona) par l'observatoire Tenagra II. Il présente une orbite caractérisée par un demi-grand axe de 2,32 UA, une excentricité de 0,14 et une inclinaison de 7,1° par rapport à l'écliptique.

## Compléments